# Pol Figueras López
Pol Figueras López (La Selva del Camp, 21 de març de 1998) és un jugador de bàsquet català, que actualment milita a les files del Monbus Obradoiro de la Lliga ACB.

## Categories inferiors
Amb dotze anys, ingressa a les categories inferiors del Futbol Club Barcelona procedent del Club Bàsquet La Selva (2010), en ser descobert pel club blaugrana la fase final del Campionat de Catalunya preinfantil a Solsona. Com a capità de l’equip Júnior, la temporada 2015-16 guanya els campionats de Catalunya, Espanya i l’Eurolliga, la final de la qual es disputa al Mercedez-Benz Arena de Berlín.

## LEB Or
Figueras disputa la LEB Or les temporades 2016-17, 2017-18 i 2018-19 com a integrant del filial del F.C.Barcelona. El 28 de setembre del 2016 debuta amb el primer equip, en la semifinal de la Lliga Catalana que el club blaugrana juga a Andorra contra el Morabanc Andorra. Cinc dies més tard (2 d’octubre), debuta a la Lliga ACB en el partit disputat al Nou Congost de Manresa.
Figueras continua competint a la LEB Or vestint les samarretes del Club Ourense Baloncesto (temporada 2019-20) i el Club de Bàsquet Bahía Sant Agustí (temporades 2020-21 i 2021-22), de Palma.

## Lliga ACB
El 17 de juliol del 2022 s’oficialitza el fixatge de Figueras pel Club Bàsquet Girona, amb qui disputa la primera temporada íntegra a la Lliga ACB (2022-23) a les ordres del tècnic Aíto Garcia-Reneses. Un any més tard, el 12 de juliol del 2023, s’anuncia el fitxatge de Figueras pel Monbus Obradoiro.

## Retorn a la LEB Or
El juliol de 2024 es va anunciar el fitxatge de Figueras per l'Hestia Menorca.